# Américo Piquet Carneiro
Américo Piquet Carneiro (Redenção, 8 de setembro de 1909 – 24 de dezembro de 2020) foi um médico brasileiro e professor emérito da Faculdade de Ciências Médicas da Universidade do Estado do Rio de Janeiro (Uerj).
Filho de Bernardo Piquet Carneiro e Adélia Barreira Piquet Carneiro, mudou-se para o Rio de Janeiro aos seis anos de idade. Estudou no Colégio São José, na Tijuca, e graduou-se pela Faculdade Nacional de Medicina, em 1934. Como diretor da Faculdade de Ciências Médicas da Uerj, participou da criação do Instituto de Medicina Social (IMS) e do Ambulatório de Medicina Integral (AMI), com o objetivo de promover uma abordagem sistêmica dos pacientes, englobando dimensões sociais, psicológicas e familiares, para além do aspecto biomédico. Foi o idealizador do Núcleo de Atenção ao Idoso (NAI) do Hospital Universitário Pedro Ernesto e da Universidade Aberta da Terceira Idade (UNATI), iniciativas pioneiras no cuidado à pessoa idosa no país.
Foi homenageado com o nome da Policlínica Piquet Carneiro, unidade ambulatorial da Uerj.